# Maurizio Pratesi

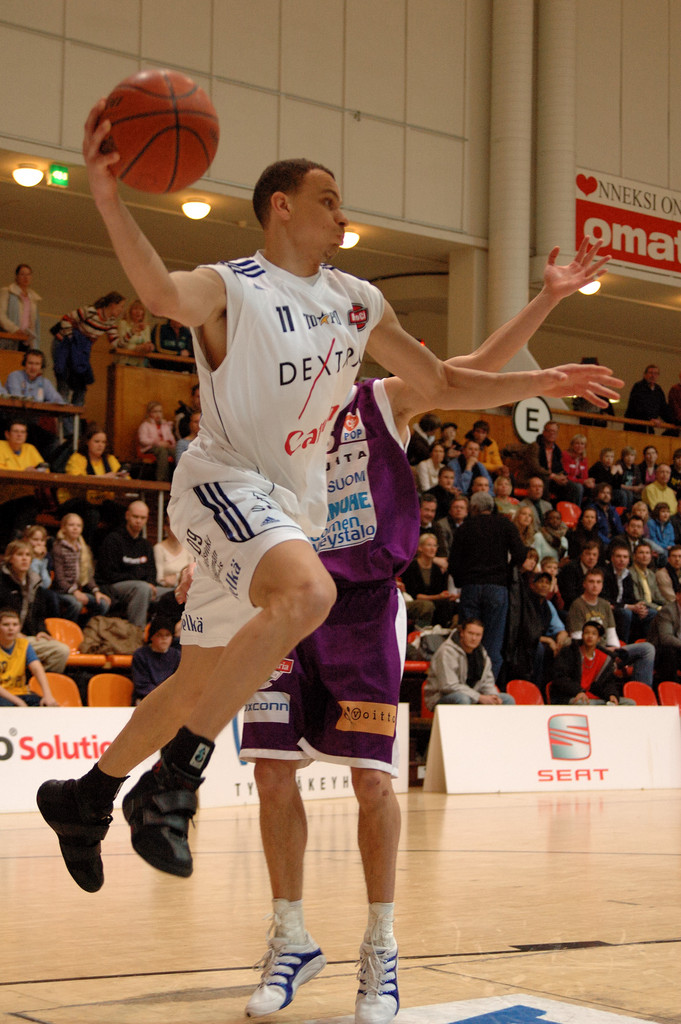
Pratesi im Jahr 2006

Maurizio Pratesi (* 2. Mai 1975 in Helsinki) ist ein ehemaliger finnischer Basketballspieler.

## Laufbahn
Pratesi entstammt der Nachwuchsabteilung des Vereins Helsingin Kiri-60. 1994 gelang ihm bei Forssan Alku der Sprung in die höchste finnische Spielklasse, Korisliiga. In der Saison 1994/95 erzielte er 9,9 und 1995/96 15,7 Punkte je Begegnung. Der 1,90 Meter messende Aufbauspieler begann anschließend seine Auslandskarriere, spielte 1996/97 für die Fyrishov Gators in Schweden, kam dort auf 10,4 Punkte in 33 Saisoneinsätzen.
1997 nahm er ein Angebot des deutschen Bundesligisten Bayer 04 Leverkusen an. Beim Werksklub blieb Pratesi bis 2000, spielte mit Leverkusen auch im Europapokal Korać-Cup. In der Bundesliga war die beste Saison seiner Leverkusener Zeit das Spieljahr 1998/99, als er pro Partie im Durchschnitt 9,6 Punkte verbuchte. 2000 wurde er mit Bayer deutscher Vizemeister. Er kam in drei Jahren auf insgesamt 100 Bundesliga-Einsätze für Leverkusen. In der Saison 2000/01 stand er in Diensten der Telekom Baskets Bonn und wurde auch mit diesen deutscher Vizemeister. Hinzu kamen Einsätze mit Bonn im Saporta-Cup.
In der Sommerpause 2001 wurde Pratesi von den EWE Baskets Oldenburg verpflichtet. Für die Niedersachsen kam er in 24 Bundesligaspielen auf 12,3 Punkte pro Begegnung. Er ging nach einem Jahr in Oldenburg in sein Heimatland zurück und gewann mit Espoon Honka in der Saison 2002/03 die finnische Meisterschaft. Pratesi trug zu dem Erfolg in 36 Einsätzen im Schnitt 12,5 Punkte bei.
Er zog sich vorerst in die zweite Liga zurück: In der Saison 2003/04 stieg er mit Torpan Pojat aus Helsinki in die höchste Spielklasse des Landes auf. Dort trumpfte er 2004/05 mit 16,1 Punkten pro Partie auf, spielte dann 2006/07 bei Visa Basket Helsinki in der zweiten Liga und 2007/08 zum Abschluss seiner Laufbahn wieder bei Torpan Pojat.
Pratesi bestritt im Laufe seiner Karriere 45 A-Länderspiele für Finnland.